# Flötz (gemeindefreies Gebiet)
Flötz war ein gemeindefreies Gebiet im Landkreis Tirschenreuth.
Als gemeindefreies Gebiet auf der Gemarkung Ahornberg bestand Flötz bis 30. August 2008. Zum 1. September 2008 wurden alle 30 Flurstücke mit einer Gesamtfläche von 3.470.220 m² in die Gemeinde Immenreuth eingegliedert.